# Аккуавіва-д'Ізернія
Аккуавіва-д'Ізернія (італ. Acquaviva d'Isernia) — муніципалітет в Італії, у регіоні Молізе, провінція Ізернія.
Аккуавіва-д'Ізернія розташована на відстані близько 145 км на схід від Рима, 45 км на захід від Кампобассо, 11 км на північний захід від Ізернії.
Населення — 437 осіб (2014).

## Демографія
Населення за роками:

Станом на 1 січня 2023 року в муніципалітеті офіційно проживало 11 іноземців з 2 країн, серед них 2 громадяни країн Євросоюзу.

## Сусідні муніципалітети
- Черро-аль-Вольтурно
- Форлі-дель-Санніо
- Монтенеро-Валь-Кокк'яра
- Рьонеро-Саннітіко